# نیروگاه وائو
نیروگاه وائو (انگلیسی: Väo Power Plant) در شهر تالین، استونی قرار دارد و با سوخت زیست‌توده و پوده به‌صورت تولید هم‌زمان کار می‌کند.]]. 
این نیروگاه که در سال ۲۰۰۹ راه‌اندازی شده در حال حاضر دارای دو واحد تولید برق با ظرفیت تولید ۱۸۰ گیگاوات ساعت به صورت سالانه است. توربین‌های نیروگاه وائو ساخت شرکت زیمنس و پیمانکار اصلی شرکت کی‌ام‌جی (KMG Inseneriehituse AS) بوده است.